# Métro de Foshan
Le métro de Foshan (chinois : 佛山地鐵) ou FMetro est l'un des systèmes de transport en commun de Foshan, dans la province du Guangdong, au sud de la république populaire de Chine. Ce réseau présente la particularité d'être en interconnexion avec le métro de Canton.

## Réseau actuel

### Liste des lignes
| Ligne                         | Terminus                      | Terminus             | Ouverture | Dernière extension | Longueur (km) | Stations |
| ----------------------------- | ----------------------------- | -------------------- | --------- | ------------------ | ------------- | -------- |
| Ligne Canton–Foshan (Ligne 1) | Nouveau centre-ville de l’est | Lìjiào (zh)          | 2010      | 2018               | 39,6          | 25       |
| Ligne 2                       | Nanzhuang                     | Gare de Canton-Sud   | 2021      | N/A                | 32,4          | 17       |
| Ligne 3                       | Collège de Shùndé             | Parc Zhongshan (zh)  | 2022      | 2024               | 40,7          | 22       |
| Ligne 3                       | Lianhe (zh)                   | Université de Foshan | 2022      | 2024               | 40,7          | 22       |
| Total                         | Total                         | Total                | Total     | Total              | 112           | 61       |

### Ligne Canton–Foshan (Ligne 1)
La ligne 1, ou Ligne Guangfo, relie les villes de Canton et de Foshan. Le premier tronçon ouvrit en novembre 2010, et reliait Xīlǎng (zh) à Route Kuiqi, dans la ville de Foshan. Une extension de Yàngǎng (zh) à Lìjiào (zh) a ouvert le 28 décembre 2018.

### Ligne 2
La ligne 2 relie la gare de Canton-Sud à la station Nanzhuang située dans l'ouest de la ville. La ligne a ouvert en décembre 2021 et est en correspondance avec la Ligne Guangfo à la station Route Kuiqi.

### Ligne 3
La ligne 2 relie la gare du collège de Shùndé dans le sud-est de la ville à la station Zhèn’ān. Elle sera par la suite prolongée au nord pour desservir la gare ouest de Foshan. La ligne a ouvert en décembre 2022 et est en correspondance avec la Ligne Guangfo à la station Dōngpíng (zh) et avec la Ligne 2 à la station Wanhua.

## Extensions futures
| Ligne   | Phase | Terminus            | Longueur (km) | Stations | Statut              |
| ------- | ----- | ------------------- | ------------- | -------- | ------------------- |
| Ligne 4 | 1     | Jiujiang-Pingzhou   | 16,6          | 8        | En projet           |
| Ligne 5 | 1     | Zhangcha-Dashi      | 34,0          | 22       | En projet           |
| Ligne 6 | 1     | Ge'an-Jiaokou       | 41,1          | 22       | En projet           |
| Ligne 7 | 1     | Daliang-Lianhuashan | 13,1          | 6        | Prévue à long terme |
| Ligne 8 | 1     | Desheng - Dongdi    | 18,9          | 5        | Prévue à long terme |

Dans le futur la ligne 11 sera connectée au métro de Zhongshan.

## Économie
La société reçoit 586 millions de yuans en billetterie et 2 milliards de yuans de subventions publiques. Elle dépense 2,7 milliards de yuans. Cette différence est un déficit.